# Бертольд Дельбрюк
Бертольд Густав Готліб Дельбрюк (нім. Berthold Gustav Gottlieb Delbrück) (26 липня 1842, Путбус на о. Рюген - 3 січня 1922, Єна) - німецький мовознавець, фахівець з порівняльного мовознавства, один з головних представників школи молодограматиків.

## Біографія
Здобув освіту в університеті Галле (філологія), потім навчався в Берлінському університеті (санскрит). Захистив диплом в 1861 році у віці 19 років. У 1866 році захистив дисертацію про синтаксис в Рігведі. Викладав в Галле і в Єні (порівняльно-історичне мовознавство, санскрит), в 1908-1913 - ректор Єнського університету.
Основною сферою наукових зацікавлень Дельбрюка був порівняльно-історичний синтаксис індоєвропейських мов, який він вивчав переважно на матеріалі давньогрецької мови та санскриту. Разом з Карлом Бругманом написав монументальний «Нарис порівняльної граматики індоєвропейських мов» (нім. Grundriß der vergleichenden Grammatik der indogermanischen Sprachen), де йому належать три останні томи, присвячені синтаксису (1893 , 1897, 1900).
Дельбрюк фактично заклав підвалини науки про історичний синтаксис; багато його спостережень і висновків не втратили свого значення й досі. Короткий нарис історії порівняльного мовознавства, написаний Дельбрюком в 1904 році, витримав багато перевидань.

## Основні праці
- Давньоіндійські дієслова / Das altindische Verbum. Halle 1874
- Найновіші мовознавчі дослідження / Die neueste Sprachforschung. Betrachtungen über Georg Curtius. Schrift zur Kritik der neuesten Sprachforschung. Breitkopf & Härtel, Leipzig 1885. (Digitalisat und Volltext // Німецький текстовий архів).
- Порівняльний синтаксис індогерманських мов / Vergleichende Syntax der indogermanischen Sprachen. 3 Bände. Trübner, Straßburg 1893—1900
- Основні питання мовнознавчих досліджень / Grundfragen der Sprachforschung. Straßburg 1901
- Вступ до вивчення індогерманських мов / Einleitung in das Studium der indogermanischen Sprachen. 6. Aufl. Breitkopf und Haertel, Leipzig 1919. Reprint im Georg Olms Verlag, Hildesheim 1976, ISBN 3-487-05976-2